# Lucjan Jasiński
Lucjan Jasiński (ur. 5 kwietnia 1893 w Narajowie, zm. 13 (14) kwietnia 1940 w Katyniu) – pułkownik artylerii Wojska Polskiego, ofiara zbrodni katyńskiej.

## Życiorys
Syn Franciszka i Marii z Moszorów. Absolwent Wydziału Prawa Uniwersytetu Lwowskiego. W czasie I wojny światowej walczył w szeregach pułku artylerii polowej nr 130. Na stopień podporucznika został mianowany ze starszeństwem z 1 stycznia 1916 roku w korpusie oficerów rezerwy artylerii.
W 1918 został przyjęty do Wojska Polskiego. W 1920 służył w 5 pułku artylerii ciężkiej, a następnie w 5 dywizjonie artylerii ciężkiej, 22 pułku artylerii polowej i 6 dywizjonie artylerii ciężkiej.
3 maja 1922 został zweryfikowany w stopniu kapitana ze starszeństwem z dniem 1 czerwca 1919 i 40. lokatą w korpusie oficerów artylerii. W 1923 pełnił obowiązki komendanta kadry baterii zapasowej 6 pułku artylerii ciężkiej we Lwowie. 31 marca 1924 awansował na majora ze starszeństwem z dniem 1 lipca 1923 i 25. lokatą w korpusie oficerów artylerii i objął dowództwo II dywizjonu 6 pułku artylerii ciężkiej. W 1928 pełnił służbę w Centrum Wyszkolenia Artylerii w Toruniu. 24 grudnia 1929 awansował na podpułkownika ze starszeństwem z dniem 1 stycznia 1930 i 13. lokatą w korpusie oficerów artylerii. Z dniem 1 listopada 1930 został przeniesiony do 5 pułku artylerii ciężkiej w Krakowie na stanowisko zastępcy dowódcy pułku. Od 29 czerwca 1933 roku do 4 maja 1934 roku pełnił obowiązki dowódcy pułku. W październiku 1934 został przeniesiony do 2 pułku artylerii ciężkiej w Chełmie na stanowisko dowódcy pułku. Na stopień pułkownika został mianowany ze starszeństwem z dniem 19 marca 1937 i 4. lokatą w korpusie oficerów artylerii. Od stycznia do września 1939 pełnił służbę na stanowisku komendanta Wołyńskiej Szkoły Podchorążych Rezerwy Artylerii we Włodzimierzu.
W kampanii wrześniowej był dowódcą artylerii i zastępcą dowódcy Grupy „Włodzimierz”. Po agresji ZSRR na Polskę dostał się do niewoli sowieckiej.

Początkowo przebywał w jużskim jenieckim obozie zbiorczym. W jego aktach zanotowano opinię o nieuniknionej wojnie III Rzeszy i ZSRR, oraz o odtworzeniu niepodległego państwa Polskiego. W listopadzie lub na początku grudnia 1939 przewieziony do obozu w Kozielsku. Między 11 a 12 kwietnia 1940 przekazany do dyspozycji naczelnika smoleńskiego obwodu NKWD – lista wywózkowa 025/1 от 09.04.1940. Został zamordowany między 13 a 14 kwietnia 1940 przez NKWD w lesie katyńskim, gdzie od 28 lipca 2000 mieści się oficjalnie Polski Cmentarz Wojenny w Katyniu.  Zidentyfikowany podczas ekshumacji prowadzonej przez Niemców w 1943, zapis w dzienniku ekshumacji pod datą 06.05.1943. Przy szczątkach znaleziono dwie karty pocztowe (od Marii Barancewicz) i srebrną papierośnicę (z podpisami). Figuruje na liście AM-200-1243 i liście Komisji Technicznej PCK pod numerem 41-01243. Nazwisko Jasińskiego znajduje się na liście ofiar (pod nr 01094) opublikowanej w Gońcu Krakowskim nr 114 i w Nowym Kurierze Warszawskim nr 124 z 1943. Krewni do 1947 poszukiwali informacji przez Biuro Informacji i Badań Polskiego Czerwonego Krzyża w Warszawie. W Archiwum Robla (pakiet 44-01) znajduje się dokument z podpisem Jasińskiego jako dowódcy 2 pac znaleziony przy szczątkach Zbigniewa Florkiewicza, również zamordowanego w Katyniu.
Postanowieniem nr 112-48-07 Prezydenta RP Lecha Kaczyńskiego z 5 października 2007 został awansowany pośmiertnie do stopnia generała brygady. Awans został ogłoszony 9 listopada 2007 w Warszawie, w trakcie uroczystości „Katyń Pamiętamy – Uczcijmy Pamięć Bohaterów”.

## Ordery i odznaczenia
- Krzyż Walecznych
- Złoty Krzyż Zasługi (19 marca 1931)[21]
- Medal Pamiątkowy za Wojnę 1918–1921
- Medal Dziesięciolecia Odzyskanej Niepodległości
- Brązowy Medal Zasługi Wojskowej Signum Laudis z mieczami na wstążce Krzyża Zasługi Wojskowej (Austro-Węgry)[22]
- Srebrny Medal Waleczności 1 klasy (Austro-Węgry)[22]
- Srebrny Medal Waleczności 2 klasy (Austro-Węgry)[22]
- Krzyż Wojskowy Karola (Austro-Węgry)[22]